# New China Life Insurance
New China Life Insurance Company (NCI) — китайская страховая компания, пятая крупнейшая в КНР. В списке крупнейших публичных компаний мира Forbes Global 2000 за 2019 год заняла 336-е место, в том числе 441-е по выручке, 673-е по чистой прибыли, 297-е по активам и 534-е по рыночной капитализации; из китайских компаний в этом списке заняла 50-е место.

## История
New China Life Insurance Company (Новая китайская компания по страхованию жизни) была основана в 1996 году. В 2011 году её акции были размещены на Гонконгской и Шанхайской фондовых биржах.

## Деятельность
Компания обслуживает 33,2 млн клиентов, занимая 4,7 % рынка страхования КНР. Основным направлением деятельности является страхование жизни, а также медицинское страхование и страхование от несчастных случаев; на страховые премии пришлось 160 млрд из 204 млрд юаней выручки в 2020 году, страховые выплаты составили 150,4 млрд юаней. Помимо этого компания занимается управлением активами, инвестированные активы на 2018 год составляли 700 млрд юаней. Полисы распространяются как через сеть собственных агентов (370 тысяч), так и через банки.
|                     | 2008  | 2009  | 2010  | 2011  | 2012  | 2013  | 2014  | 2015  | 2016  | 2017  | 2018  | 2019  | 2020  |
| ------------------- | ----- | ----- | ----- | ----- | ----- | ----- | ----- | ----- | ----- | ----- | ----- | ----- | ----- |
| Оборот              | 48,98 | 73,91 | 102,7 | 108,6 | 111,7 | 128,2 | 142,1 | 157,9 | 144,8 | 143,1 | 152,0 | 172,1 | 203,9 |
| Чистая прибыль      | 0,651 | 2,661 | 2,250 | 2,800 | 2,934 | 4,424 | 6,407 | 8,601 | 4,942 | 5,383 | 7,922 | 14,56 | 14,29 |
| Активы              | 165,0 | 206,6 | 304,6 | 386,8 | 493,7 | 565,8 | 643,7 | 660,6 | 699,2 | 710,3 | 733,9 | 879,0 | 1004  |
| Собственный капитал | 1,380 | 4,238 | 6,567 | 31,31 | 35,87 | 39,31 | 48,36 | 57,84 | 59,12 | 63,72 | 65,59 | 84,45 | 101,7 |

## Акционеры
Основным акционером является суверенный фонд China Investment Corporation (48,2 %), также крупные пакеты акций принадлежат Комиссии по надзору за государственными активами (18,1 %), China Securities Finance Corporation (6,42 %), швейцарской перестраховочной компании Swiss Re и шанхайскому конгломерату Fosun International.